# Idioma lomaiviti
El lomaiviti es un idioma oriental de Fiyi, hablado por cerca de 1600 personas en las islas de Koro, Makogai, Levuka, Ovalau, Batiki, Nairai y Gau.